# Nucleus gracilis

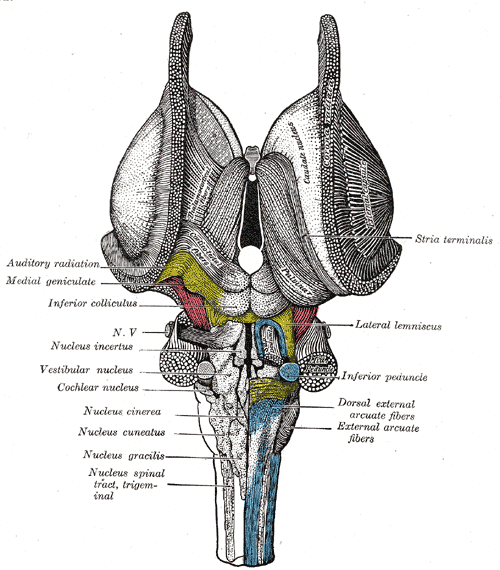
Hirnstamm mit Nucleus gracilis

Der Nucleus gracilis (Synonym: Goll-Kern, nach dem Neurohistologen Friedrich Goll) ist eine Ansammlung von Nervenzellen (Kerngebiet) in der Medulla oblongata am kaudalen Ende der Rautengrube. Von außen sichtbar wölbt sich an der Hinterwand der Medulla oblongata durch den Kern ein Hügel hervor, der als Tuberculum gracile bezeichnet wird. Der Nucleus gracilis gehört zum so genannten lemniskalen System (Hinterstrangbahn), einer Leitungsbahnen für die sensible Wahrnehmung bei Säugetieren. Wie der Nucleus cuneatus wird er daher auch als Hinterstrangkern bezeichnet. Embryonal entsteht das Kerngebiet aus von der Flügelplatte auswandernden Neuroblasten der Gehirnanlage.
Seine Afferenzen bezieht er über den Fasciculus gracilis. Im Nucleus gracilis werden diese synaptisch auf das zweite Neuron umgeschaltet. Die Efferenzen verlaufen als Tractus bulbothalamicus zum Nucleus ventralis posterolateralis des Thalamus. Sie kreuzen noch in der Medulla oblongata – genauer in der Schleifenkreuzung (Decussatio lemniscorum) – als Fibrae arcuatae externae auf die andere Körperseite und verlaufen dann als Lemniscus medialis in das Zwischenhirn.